# قره‌شینه
قره‌شینه (به ازبکی: Qorashina، قاره شینه) یک شهرک در ازبکستان و مرکز شهرستان دهقان‌آباد در ولایت کشک‌دریا است. قره‌شینه ۵٬۲۸۵ نفر جمعیت دارد.